# چوره (اروزگان)
چوره یک منطقهٔ مسکونی در افغانستان است که در ولایت ارزگان واقع شده‌است. چوره ۳٬۰۰۰ نفر جمعیت دارد. چوره مرکز ولسوالی چوره است.